# Lee Da-bin
Lee Da-bin (이다빈?; 7 dicembre 1996) è una taekwondoka sudcoreana.

## Palmarès
- Giochi olimpici

Tokyo 2020: argento nei +67 kg.
- Mondiali

Manchester 2019: oro nei 73 kg.
- Giochi asiatici

Incheon 2014: oro nei 62 kg.
Giacarta 2018: oro nei +67 kg.
- Campionati asiatici

Manila 2016: oro nei 73 kg.
Ho Chi Minh 2018: bronzo nei 73 kg.
- Universiadi

Gwangju 2015: bronzo nel kyorugi a squadre.
Taipei 2017: oro nei 73 kg e bronzo nel kyorugi a squadre.